# Rudolf Ehrenberg
Rudolf Ehrenberg (* 19. November 1884 in Rostock; † 13. Mai 1969 in Göttingen) war ein deutscher Biologe und Physiologe. Sein Lebenswerk umfasst einerseits die Experimentalphysiologie bzw. Physiologische Chemie und andererseits biologisch-philosophische Probleme aus dem Grenzgebiet von Natur- und Geisteswissenschaft, speziell Philosophie und Theologie.

## Leben

### 1884–1918
Rudolf Ehrenberg wurde in Rostock als Sohn des Juristen Prof. Dr. Victor Ehrenberg und seiner Ehefrau Helene, geb. von Jhering geboren und lutherisch getauft. 1888 folgte sein Vater einem Ruf an die Göttinger Universität, so dass die Familie nach Göttingen übersiedelte. Nach bestandenem Abitur 1903 am Göttinger humanistischen Gymnasium studierte er Medizin in Freiburg, Tübingen, Göttingen, Berlin und zuletzt wieder in Göttingen, wo er 1909 das medizinische Staatsexamen absolvierte und 1910 zum Dr. med. promoviert wurde. 1904 wurde er Mitglied der Tübinger Studentenverbindung Akademische Gesellschaft Stuttgardia.
Nach kurzer Assistententätigkeit an der Medizinischen Universitätsklinik in Heidelberg bei Ludwig Krehl und einem Militärdienst in Straßburg kehrte er nach Göttingen zurück und studierte hier zusätzlich Chemie und physikalische Chemie. 1911 wurde er Assistent am Göttinger Physiologischen Institut. 1913 habilitierte er sich für das Fach Physiologie mit der Habilitationsschrift Über Quellenversuche an der Warmblüterniere. Am 1. März 1914 heiratete er die Bibliothekarin Helene Frey. Während des ganzen Ersten Weltkriegs war er als Stabsarzt an der Westfront eingesetzt. Im Verlauf des Krieges wurde ihm das Eiserne Kreuz 2. Klasse verliehen.

### 1918–1945
Seit den Jahren 1907/08 begann für Rudolf Ehrenberg eine intensive Freundschaft mit seinem Vetter Franz Rosenzweig, die für seine spätere wissenschaftliche Ausrichtung von besonderer Bedeutung werden sollte. Zusammen mit ihrem gemeinsamen Vetter, dem Philosophen Hans Ehrenberg, und mit dem Rechtshistoriker und Soziologen Eugen Rosenstock-Huessy sowie dem Mediziner Viktor von Weizsäcker gehörten sie zu einem Freundeskreis, in dem neben politischen und kulturellen auch betont religiöse Gespräche geführt wurden. So beeinflusste Franz Rosenzweig ganz wesentlich Rudolf Ehrenberg in dessen vorübergehender religiös-schriftstellerischen Tätigkeit, die sich vor allem im 1920 erschienene Buch Ebr.10,25. Ein Schicksal in Predigten niederschlug. Aber auch Rudolf Ehrenberg nahm aktiven Anteil an der Entstehung von Franz Rosenzweigs Stern der Erlösung (1921).
Nach dem Ende des Krieges kehrte Ehrenberg als Privatdozent und Oberassistent an das Physiologische Institut der Universität Göttingen zurück. 1921 wurde er zum außerordentlichen Professor ernannt. In den 1920er Jahren, als sich die physiologische Chemie noch nicht von der Physiologie als gesondertes Fach getrennt hatte, beschäftigte er sich bereits mit chemischen und physikalisch-chemischen Fragestellungen am lebenden Organismus und etablierte somit das Fach physiologische Chemie in Forschung und Lehre. Seine bedeutendste Leistung in diesen Jahren auf dem Gebiet der Experimentalphysiologie war die von ihm inaugurierte Anwendung radioaktiver Indikatoren im biologischen Experiment. Hierzu entwickelte er die 1925 erstmals veröffentlichte Radiometrische Mikroanalyse.
Ein wichtiges Gebiet seines wissenschaftlichen Schaffens, das ihn seit 1919 und während seines ganzen weiteren Lebens intensiv theoretisch und praktisch beschäftigte, fand seinen ersten Niederschlag in dem 1923 veröffentlichten Buch Theoretische Biologie vom Standpunkt der Irreversibilität des elementaren Lebensvorganges. Hierin werden die Zeitkomponente sowie der Richtungscharakter des Lebens erstmals in aller Deutlichkeit herausgearbeitet. In seiner Theoretische Biologie entwickelt Rudolf Ehrenberg als Grundgesetz des Lebens „das Gesetz von der Notwendigkeit des Todes“; d. h. das Leben eines Individuums ist von Beginn an ein kontinuierlicher, durch das ganze Leben fortschreitender Alternsvorgang bis zum Tod und dieser Ablauf ist mit dem zentralen Lebensgeschehen identisch. Dies wird mit umfangreichen Befunden aus wissenschaftlicher Literatur und durch eigene Experimente belegt.
Ehrenberg unterzeichnete nach der Machtübergabe das Bekenntnis der Professoren an den deutschen Universitäten und Hochschulen zu Adolf Hitler und zum nationalsozialistischen Staat, einen Wahlaufruf zum 11. November 1933.
1935 wurde Rudolf Ehrenberg durch die Machthaber des NS-Regimes als sogenannter jüdischer Mischling gezwungen, seine vorzeitige Versetzung in den Ruhestand zu beantragen. 1938 verlor er auch seine venia legendi. Schließlich wurde er im Oktober 1944 durch die Gestapo zu körperlicher Zwangsarbeit zunächst in einem Lager der Organisation Todt, nahe Holzminden, und ab Januar 1945 in Göttingen eingezogen – bis er im März 1945 die Nachricht erhielt, dass sein einziger Sohn am 22. Januar 1945 an der Ostfront gefallen war.

### 1945–1969
Nach Kriegsende wurde Rudolf Ehrenberg am 9. Mai 1945 – wie auch die anderen betroffenen Kollegen – rehabilitiert und schließlich – aber erst 1953 – in den Status eines ordentlichen Professors überführt, der ihm in der Zeit, als die von ihm in Göttingen etablierte Physiologische Chemie ein eigenständiges Fach wurde, versagt worden war. Im Wintersemester 1945/46 hielt er seine erste Vorlesung („für Hörer aller Fakultäten“), die 1946 als Buch Der Lebensablauf erschien. Es war das Thema, das ihn seit 25 Jahren beschäftigte und das er mehrfach, bis es ihm versagt wurde, in fachwissenschaftlichen und in allgemeinverständlichen Veröffentlichungen und Vorträgen vertreten hatte. Außerdem erschien 1950 sein zweites theoretisches und ins Philosophische ausgreifendes Hauptwerk Metabiologie. In den Nachkriegsjahren wurde Ehrenberg des Öfteren zu Vorträgen u. a. in verschiedenen Evangelischen Akademien eingeladen. Seine Theorien fanden reges Interesse. Am 13. Mai 1969 ist er nach kurzer Krankheit gestorben.

## Bedeutung
Abgesehen von den beschriebenen experimentellen Pionierleistungen liegt wohl seine besondere Bedeutung darin, mit seiner Metabiologie eine überzeugende Verbindung der Biologie zur Philosophie und am Ende auch zur Theologie gegeben zu haben, und zwar wird auf Grund der These von der wesensgemäßen Einheit und wechselseitigen Gleichnishaftigkeit allen Lebens – also auch des seelischen, geistigen und religiösen – die metabiologische Methode entwickelt. Sie benutzt die als wesensgemäß biologisch erkannten Gesetzmäßigkeiten (siehe seine Theoretische Biologie) und wendet sie im Gleichnisvollzug auf den anderen Wirklichkeitsbereich, das geistig-seelische Leben, an.

## Publikationen
- Ischariot und der Schächter. Würzburg 1920
- Ebr. 10,25. Ein Schicksal in Predigten. Würzburg 1920
- Theoretische Biologie vom Standpunkt der Irreversibilität des elementaren Lebensvorganges. Berlin 1923
- Der Lebensablauf. Eine biologisch-metabiologische Vorlesung. Heidelberg 1946
- Metabiologie. Heidelberg 1950
- Die "Becherrede". Zur Hochzeit von Franz und Edith Rosenzweig am 28. März 1920, in: Kalonymos, 20. Jg., H. 1, 2017, S. 1ff. (mit Bemerkungen des Hg.)[3]